# Воробьёво (Ярославский район)
Воробьево — деревня Ивняковского сельского поселения Ярославского района Ярославской области.

## География
Деревня находится в окружении сельскохозяйственных полей. В 370 метрах протекает река Которосль.

## История
В 2006 году деревня вошла в состав Ивняковского сельского поселения образованного в результате слияния Ивняковского и Бекреневского сельсоветов.

## Население
| 2007 | 2010 |
| ---- | ---- |
| 11   | ↘3   |

### Историческая численность населения
По состоянию на 1859 год в деревне было 12 домов и проживало 75 человек.
По состоянию на 1989 год в деревне проживало 13 человека.

### Национальный и гендерный состав
Согласно результатам переписи 2002 года, в национальной структуре населения русские составляли 100 % из 3 чел., из них 2 мужчины, 1 женщина.
Согласно результатам переписи 2010 года население составляют 2 мужчины и 1 женщина.

## Инфраструктура
Основа экономики — личное подсобное хозяйство. По состоянию на 2021 год большинство домов используется жителями для постоянного проживания и проживания в летний период. Вода добывается жителями из личных колодцев. Имеется таксофон (около дома №6).
Почтовое отделение №150507, расположенное в посёлке Ивняки, на март 2022 года обслуживает в деревне 23 дома.

## Транспорт
Поповка расположена в 4,6 км от автодороги 78Н-0977 «Карачиха – Ширинье». До деревни идёт автодорога 78Н-0977 «Медведково — Ременицы».